# FIVB World Tour 2007 der Männer
Die FIVB World Tour 2007 der Männer bestand aus 16 Beachvolleyball-Turnieren, von denen vier als Grand Slam und zwölf als Open ausgetragen wurden. Hinzu kam die Weltmeisterschaft in Gstaad in der Schweiz.

## Turniere

### Shanghai Open (2. bis 5. Mai)
| Platz | Team                                 |
| ----- | ------------------------------------ |
| 1     | Harley Marques / Pedro Solberg       |
| 2     | Fábio Luiz / Márcio Araújo           |
| 3     | Sascha Heyer / Patrick Heuscher      |
| 4     | Dmitri NBarsuk / Igor Kolodinski     |
| 5     | Ricardo Santos / Emanuel Rego        |
| 5     | Xu Linyin / Wu Penggen               |
| 7     | Franco Neto / Pedro Cunha            |
| 7     | Conrad Leinemann / Richard VanHuizen |

Jeweils ein Team aus der Schweiz, Österreich und Deutschland schaffte es in die Runde der besten zwölf Paare. Für Christoph Dieckmann / Julius Brink und Clemens Doppler / Peter Gartmayer ging es nicht weiter nach vorn, während Heyer / Heuscher erst im Halbfinale von Fábio Luiz / Márcio Araújo gestoppt wurden und sich anschließend die Bronzemedaille gegen NBarsuk / Kolodinski sicherten. Harley und Pedro gewannen nach ihrem Sieg über die Russen auch das Endspiel gegen ihre brasilianischen Landsleute..

### Manama Open (9. bis 12. Mai)
| Platz | Team                               |
| ----- | ---------------------------------- |
| 1     | Reinder Nummerdor / Richard Schuil |
| 2     | Franco Neto / Pedro Cunha          |
| 3     | Harley Marques / Pedro Solberg     |
| 4     | Christoph Dieckmann / Julius Brink |
| 5     | Kristjan Kais / Rivo Vesik         |
| 5     | Geor Gomes / Gia Terceiro          |
| 7     | Xu Linyin / Wu Penggen             |
| 7     | Jonas Reckermann / Mischa Urbatzka |

Das einzige Schweizer Team im Hauptfeld Marcel Gscheidle und Jan Schnider endete ebenso auf dem geteilten siebzehnten Rang wie Florian Gosch und Alexander Horst aus Österreich. Deren Landsleute Clemens Doppler / Peter Gartmayer wurden Neunte. Reckermann / Urbatzka belegten den geteilten siebten Platz. In der Vorschlussrunde scheiterten Dieckmann / Brink an Franco und Cunha, während Nummerdor / Schuil die Sieger aus China bezwangen. Die Niederländer gewannen das Finale, Harley und Pedro wurden Dritte..

### Roseto degli Abruzzi Open (24. bis 27. Mai)
| Platz | Team                                   |
| ----- | -------------------------------------- |
| 1     | Fábio Luiz / Márcio Araújo             |
| 2     | Ricardo Santos / Emanuel Rego          |
| 3     | Dmitri Barsuk / Igor Kolodinski        |
| 4     | Pablo Herrera / Raúl Mesa              |
| 5     | Aleksandrs Samoilovs / Mārtiņš Pļaviņš |
| 5     | Jørre Kjemperud / Tarjei Skarlund      |
| 7     | Geor Gomes / Gia Terceiro              |
| 7     | Christoph Dieckmann / Julius Brink     |

Sascha Heyer / Patrick Heuscher und Florian Gosch / Alexander Horst teilten sich mit zwei anderen Paaren den neunten Rang, zwei Plätze davor beendeten Christoph Dieckmann und Julius Brink das Turnier.

Die Semifinalbegegnungen brachten die folgenden Resultate: Herrera / Mesa gegen Fábio Luiz / Márcio Araújo 1:2 und Barsuk / Kolodinski gegen Ricardo / Emanuel 0:2. Das brasilianische Endspiel ging an Fábio Luiz und Márcio Araújo, die Bronzemedaille sicherte sich das russische Duo..

### Zagreb Open (7. bis 10. Juni)
| Platz | Team                               |
| ----- | ---------------------------------- |
| 1     | Kristjan Kais / Rivo Vesik         |
| 2     | Sascha Heyer / Patrick Heuscher    |
| 3     | Dmitri Barsuk / Igor Kolodinski    |
| 4     | Andrew Schacht / Joshua Slack      |
| 5     | Ricardo Santos / Emanuel Rego      |
| 5     | Mark Heese / Ahren Cadieux         |
| 7     | Xu Linyin / Wu Penggen             |
| 7     | Reinder Nummerdor / Richard Schuil |

Als bestes österreichisches Team wurden Clemens Doppler / Peter Gartmayer Dreizehnte, das beste deutsche Duo David Klemperer / Eric Koreng stand im Abschlussklassement auf dem geteilten neunten Platz.

Die Schweizer Heyer / Heuscher besiegten im Halbfinale Schacht / Slack. Kais und Rivo Vesik bezwangen Barsuk / Kolodinski und sicherten sich anschließend ihren ersten und einzigen Titel bei einem Event der FIVB World Tour. Die Russen ließen sich die Bronzemedaille nicht nehmen, für die Australier blieb nur der vierte Rang..

### Espinho Open (14. bis 17. Juni)
| Platz | Team                               |
| ----- | ---------------------------------- |
| 1     | Ricardo Santos / Emanuel Rego      |
| 2     | Franco Neto / Pedro Cunha          |
| 3     | Fábio Luiz / Márcio Araújo         |
| 4     | Harley Marques / Pedro Solberg     |
| 5     | Reinder Nummerdor / Richard Schuil |
| 5     | Dmitri Barsuk / Igor Kolodinski    |
| 7     | Christoph Dieckmann / Julius Brink |
| 7     | Jonas Reckermann / Mischa Urbatzka |

Das einzige eidgenössische Beachpaar Jan Schnider / Marcel Gscheidle auf dem Main Draw belegte den 25. Platz, Clemens Doppler / Peter Gartmayer aus der anderen Alpenrepublik wurden Siebzehnte. Die beiden deutschen Duos Dieckmann / Brink und Reckermann / Urbatzka teilten sich den siebten Rang.

Die Vorschlussrunde von Espinho erreichten ausschließlich Teams aus dem einzigen südamerikanischen Land, dessen Amtssprache portugiesisch ist. Dabei besiegten Ricardo / Emanuel zunächst Harley / Pedro und anschließend auch Franco / Cunha, die zuvor Fábio Luiz / Márcio Araújo geschlagen hatten. Letztere sicherten sich die Bronzemedaille..

### Paris Grand Slam (21. bis 24. Juni)
| Platz | Team                               |
| ----- | ---------------------------------- |
| 1     | Ricardo Santos / Emanuel Rego      |
| 2     | Franco Neto / Pedro Cunha          |
| 3     | Mike Lambert / Stein Metzger       |
| 4     | Christoph Dieckmann / Julius Brink |
| 5     | Pablo Herrera / Raúl Mesa          |
| 5     | Sascha Heyer / Patrick Heuscher    |
| 5     | Jacob Gibb / Sean Rosenthal        |
| 5     | Todd Rogers / Phil Dalhausser      |

Beim ersten Grand Slam des Jahres kamen aus den Pools je zwei Beachpaare aus den deutschsprachigen Ländern weiter. Die eliminierten sich solange gegenseitig, bis nur ein Duo übrig blieb. In der ersten Runde warfen die beiden deutschen Teams ein österreichisches und ein Schweizer Team aus dem Wettbewerb. Dieckmann / Brink besiegten anschließend Clemens Doppler / Peter Gartmayer, während Jonas Reckermann / Mischa Urbatzka gegen Heyer / Heuscher den Kürzeren zogen. Die wiederum mussten sich den verbliebenen Deutschen geschlagen geben und belegten neben zwei US-amerikanischen und einem spanischen Duo den geteilten fünften Platz. Dieckmann / Brink waren chancenlos gegen Franco / Cunha, während Ricardo / Emanuel stärker als die aus den Vereinigten Staaten verbliebenen Lambert / Metzger waren. Die sicherten sich den dritten Rang, während sich im Endspiel die gleiche Paarungen mit dem gleichen Ergebnis wie in Portugal duellierten..

### Stavanger Grand Slam (28. Juni bis 1. Juli)
| Platz | Team                               |
| ----- | ---------------------------------- |
| 1     | Fábio Luiz / Márcio Araújo         |
| 2     | Reinder Nummerdor / Richard Schuil |
| 3     | Xu Linyin / Wu Penggen             |
| 4     | Dmitri Barsuk / Igor Kolodinski    |
| 5     | Martín Conde / Mariano Baracetti   |
| 5     | Christoph Dieckmann / Julius Brink |
| 5     | Sascha Heyer / Patrick Heuscher    |
| 5     | Todd Rogers / Phil Dalhausser      |

In Norwegen erreichten Jonas Reckermann / Mischa Urbatzka, David Klemperer / Eric Koreng, Florian Gosch / Alexander Horst und Clemens Doppler / Peter Gartmayer das Achtelfinale, während Dieckmann / Brink und Heyer / Heuscher noch eine Runde weiter kamen.

In der Vorschlussrunde standen Beachpaare aus vier verschiedenen Nationen, kein Halbfinalist aus Paris war dabei. Die Goldmedaille ging jedoch zum dritten Mal in Folge nach Brasilien. Fábio Luiz und Márcio Araújo besiegten zunächst Xu / Wu und anschließend Nummerdor / Schuil. Im kleinen Finale setzten sich Barsuk / Kolodinski gegen die Chinesen durch..

### Montreal Open (5. bis 8. Juli)
| Platz | Team                               |
| ----- | ---------------------------------- |
| 1     | Ricardo Santos / Emanuel Rego      |
| 2     | Andrew Schacht / Joshua Slack      |
| 3     | Harley Marques / Pedro Solberg     |
| 4     | Jochem de Gruijter / Gijs Ronnes   |
| 5     | Bruno De Paula / Benjamin Insfran  |
| 5     | Xu Linyin / Wu Penggen             |
| 7     | Florian Gosch / Alexander Horst    |
| 7     | Jonas Reckermann / Mischa Urbatzka |

Die einzigen Österreicher Gosch / Horst wurden in Kanada genauso Siebte wie die besten Deutschen Reckermann / Urbatzka. Die am besten platzierten Schweizer Philip Gabathuler / David Wenger wurden Siebzehnte.

Ricardo und Emanuel sicherten sich nach den Erfolgen über Harley / Pedro und Schacht / Slack den dritten Turniersieg des Jahres. Die gegen die Australier unterlegenen Niederländer de Gruijter und Ronnes konnten auch das Duell um den dritten Platz nicht für sich entscheiden..

### Berlin Grand Slam (12. bis 15. Juli)
| Platz | Team                               |
| ----- | ---------------------------------- |
| 1     | Fábio Luiz / Márcio Araújo         |
| 2     | David Klemperer / Eric Koreng      |
| 3     | Todd Rogers / Phil Dalhausser      |
| 4     | Christoph Dieckmann / Julius Brink |
| 5     | Ricardo Santos / Emanuel Rego      |
| 5     | Franco Neto / Pedro Cunha          |
| 5     | Harley Marques / Pedro Solberg     |
| 5     | Xu Linyin / Wu Penggen             |

Vier brasilianische Teams waren unter den besten acht zu finden, nur eins davon schaffte es bis in die Vorschlussrunde. Dort gewannen Fábio Luiz / Márcio Araújo gegen Dalhauser / Rogers, während im innerdeutschen Duell Klemperer / Koreng die Oberhand behielten. Dieckmann / Brink verloren anschließend auch gegen die US-Amerikaner, im Endspiel hatten die Brasilianer das bessere Ende für sich.

Für zwei weitere Teams aus dem Gastgeberland war auch wie für Clemens Doppler / Peter Gartmayer und Sascha Heyer / Patrick Heuscher das Achtelfinale Endstation..

### Marseille Open (19. bis 22. Juli)
| Platz | Team                                 |
| ----- | ------------------------------------ |
| 1     | Franco Neto / Pedro Cunha            |
| 2     | Martín Conde / Mariano Baracetti     |
| 3     | Dmitri Barsuk / Igor Kolodinski      |
| 4     | Kentarō Asahi / Katsuhiro Shiratori  |
| 5     | Andrew Schacht / Joshua Slack        |
| 5     | Björn Berg / Hannes Brinkborg        |
| 7     | Fábio Luiz Magalhães / Márcio Araújo |
| 7     | Zhou Shun / Li Jian                  |

In Frankreich standen Franco Neto und Pedro Cunha zum ersten Mal auf der obersten Stufe des Podests im Jahr 2007. Sie hatten im Semifinale die Japaner Asahi / Shiratori und im Endspiel die Argentinier Conde / Baracetti bezwungen, die sich zuvor gegen Barsuk / Kolodinski durchgesetzt hatten. Die Russen entschieden anschließend das Spiel um die Bronzemedaille für sich.
Florian Gosch / Alexander Horst sicherten sich den geteilten dreizehnten Rang, Clemens Doppler / Peter Gartmayer sowie Florian Huth / Kjell Schneider wurden jeweils Siebzehnte. Philip Gabathuler  und David Wenger, die sich als einzige Schweizer ebenso wie die Deutschen in der Quali durchgesetzt hatten, blieben im Hauptwettbewerb sieglos..

### Weltmeisterschaft in Gstaad (24. bis 29. Juli)
Siehe auch Hauptartikel Beachvolleyball-Weltmeisterschaft 2007.
| Platz | Team                            |
| ----- | ------------------------------- |
| 1     | Todd Rogers / Phil Dalhausser   |
| 2     | Dmitri Barsuk / Igor Kolodinski |
| 3     | Andrew Schacht / Joshua Slack   |
| 4     | Ricardo Santos / Emanuel Rego   |
| 5     | Xu Linyin / Wu Penggen          |
| 5     | Zhou Shun / Li Jian             |
| 5     | Kristjan Kais / Rivo Vesik      |
| 5     | Jacob Gibb / Sean Rosenthal     |

Je drei deutsche und Schweizer sowie zwei österreichische Teams überstanden die Gruppenphase. Im Achtelfinale verabschiedeten sich David Klemperer / Eric Koreng, Clemens Doppler / Peter Gartmayer und Florian Gosch / Alexander Horst als letzte übrig gebliebene deutschsprachige Duos aus dem Wettbewerb.

Barsuk / Kolodinski nach ihrem Sieg über Schacht / Slack und Rogers / Dalhausser nach dem Gewinn gegen Ricardo / Emanuel bestritten das Finale, das die US-Amerikaner für sich entscheiden konnten. Die Australier setzten sich im Spiel um den dritten Platz gegen die Brasilianer durch..

### Klagenfurt Grand Slam (2. bis 5. August)
| Platz | Team                               |
| ----- | ---------------------------------- |
| 1     | Ricardo Santos / Emanuel Rego      |
| 2     | David Klemperer / Eric Koreng      |
| 3     | Reinder Nummerdor / Richard Schuil |
| 4     | Fábio Luiz / Márcio Araújo         |
| 5     | Harley Marques / Pedro Solberg     |
| 5     | Xu Linyin / Wu Penggen             |
| 5     | Jonas Reckermann / Mischa Urbatzka |
| 5     | Dmitri Barsuk / Igor Kolodinski    |

Der letzte Grand Slam des Jahres fand in Österreich statt. Das beste Duo aus dem Gastgeberland bildeten Florian Gosch / Alexander Horst, die ebenso wie Sascha Heyer / Patrick Heuscher und Christoph Dieckmann / Julius Brink zum Schluss den neunten Rang belegten. Reckermann / Urbatzka erreichten das Achtelfinale und Klemperer / Koreng nach ihrem Halbfinalsieg über Schuil / Nummerdor und der Niederlage gegen Ricardo / Emanuel den zweiten Platz. Dritte wurden die Niederländer, die im kleinen Finale Fábio Luiz / Márcio Araújo bezwingen konnten..

### Kristiansand Open (9. bis 12. August)
| Platz | Team                                 |
| ----- | ------------------------------------ |
| 1     | Ricardo Santos / Emanuel Rego        |
| 2     | Jonas Reckermann / Mischa Urbatzka   |
| 3     | Fábio Luiz / Márcio Araújo           |
| 4     | Dmitri Barsuk / Igor Kolodinski      |
| 5     | Harley Marques / Pedro Solberg       |
| 5     | Xu Linyin / Wu Penggen               |
| 7     | Jochem de Gruijter / Gijs Ronnes     |
| 7     | Bjørn Maaseide / Iver Andreas Horrem |

Martin Laciga / Jan Schnider wurden Siebzehnte, Clemens Doppler / Peter Gartmayer und Christoph Dieckmann / Julius Brink teilten sich mit zwei anderen Paaren den neunten Rang.

In der Vorschlussrunde besiegten Ricardo / Emanuel die Russen Barsuk / Kolodinski und im anschließenden Finale auch Reckermann / Urbatzka, die sich gegen Fábio Luiz / Márcio Araújo durchgesetzt hatten. Die Südamerikaner sicherten sich die Bronzemedaille..

### Aland  Open (16. bis 19. August)
| Platz | Team                               |
| ----- | ---------------------------------- |
| 1     | Harley Marques / Pedro Solberg     |
| 2     | Jonas Reckermann / Mischa Urbatzka |
| 3     | Florian Gosch / Alexander Horst    |
| 4     | Jørre Kjemperud / Tarjei Skarlund  |
| 5     | Martín Conde / Mariano Baracetti   |
| 5     | Clemens Doppler / Peter Gartmayer  |
| 7     | Xu Linyin / Wu Penggen             |
| 7     | Martin Laciga / Jan Schnider       |

Aus jedem deutschsprachigen Land erreichte mindestens ein Duo die Top acht, außer Österreich waren es sogar zwei Beachpaare. Laciga / Schnider teilten sich den siebten Rang mit Xu / Wu, Doppler / Gartmeyer wurden genauso Fünfte wie die Argentinier Conde / Baracetti. Die Halbfinalspiele bestritten Reckermann / Urbatzka gegen Kjemperud / Skarlund und Harley / Pedro Solberg gegen Gosch / Horst. Die Brasilianer setzten sich ebenso durch wie die Deutschen, die im Endspiel den Südamerikanern den Vortritt lassen mussten. Das Team aus der Alpenrepublik erkämpfte sich den dritten Platz..

### Sankt Petersburg Open (30. August bis 2. September)
| Platz | Team                               |
| ----- | ---------------------------------- |
| 1     | Harley Marques / Pedro Solberg     |
| 2     | Dmitri Barsuk / Igor Kolodinski    |
| 3     | Fábio Luiz / Márcio Araújo         |
| 4     | Franco Neto / Pedro Cunha          |
| 5     | Ricardo Santos / Emanuel Rego      |
| 5     | Reinder Nummerdor / Richard Schuil |
| 7     | Martín Conde / Mariano Baracetti   |
| 7     | Riccardo Lione / Matteo Varnier    |

Nach ihrem Sieg über Fábio Luiz und Márcio Araújo standen Dmitri Barsuk und Igor Kolodinski bei den Open in ihrem Heimatland im Finale, konnten jedoch nicht verhindern, dass Harley und Pedro Solberg ihre zweite Goldmedaille in Folge errangen. Franco / Cunha verloren nach der Niederlage in der Vorschlussrunde auch das Duell um die Bronzemedaille gegen ihre Landsleute.
Clemens Doppler / Peter Gartmayer wurden Neunte, Martin Laciga / Jan Schnider endeten auf dem siebzehnten Rang. Deutsche Teams waren in Russland nicht am Start..

### Stare Jablonki Open (6. bis 9. September)
| Platz | Team                                   |
| ----- | -------------------------------------- |
| 1     | Ricardo Santos / Emanuel Rego          |
| 2     | Martín Conde / Mariano Baracetti       |
| 3     | Fábio Luiz / Márcio Araújo             |
| 4     | Franco Neto / Pedro Cunha              |
| 5     | Clemens Doppler / Peter Gartmayer      |
| 5     | Christoph Dieckmann / Julius Brink     |
| 7     | Geor Gomes / Gia Terceiro              |
| 7     | Aleksandrs Samoilovs / Mārtiņš Pļaviņš |

Florian Gosch / Alexander Horst wurden ebenso Neunte wie Sascha Heyer / Patrick Heuscher. Den fünften Platz teilten sich Doppler / Gartmeyer mit Dieckmann / Brink.

Drei brasilianische Teams standen im Semifinale, nur Ricardo und Emanuel schafften es ins Endspiel und besiegten dort ihre südamerikanischen Kontrahenten Conde / Baracetti. Das kleine Finale endete wie in Sankt Petersburg..

### Fortalezza Open (27. bis 30. September)
| Platz | Team                               |
| ----- | ---------------------------------- |
| 1     | Ricardo Santos / Emanuel Rego      |
| 2     | Todd Rogers / Phil Dalhausser      |
| 3     | Fábio Luiz / Márcio Araújo         |
| 4     | Martin Laciga / Jan Schnider       |
| 5     | Emiel Boersma / Bram Ronnes        |
| 5     | Reinder Nummerdor / Richard Schuil |
| 7     | Franco Neto / Pedro Cunha          |
| 7     | Rodrigo Monteiro / Ricardo Brandão |

Österreicher waren in Brasilien nicht am Start. Die einzigen Deutschen Christoph Dieckmann / Julius Brink blieben wie die Schweizer Philip Gabathuler / David Wenger sieglos. Deren Landsleute Laciga / Schnider verloren im Halbfinale gegen Rogers / Dalhausser und anschließend gegen Fábio Luiz und Márcio Araújo. Das Endspiel gewannen zum zweiten Mal in Serie Ricardo und Emanuel..

## Auszeichnungen des Jahres 2007
| FIVB Tour Champion    | Ricardo Santos / Emanuel Rego |
| Team of the year      | Ricardo Santos / Emanuel Rego |
| Most Outstanding      | Ricardo Santos                |
| Sportsperson          | Franco Neto                   |
| Top Rookie            | Igor Kolodinski               |
| Most Inspirational    | Franco Neto                   |
| Most Improved Player  | Dmitri Barsuk, Xu Linyin      |
| Best Blocker          | Phil Dalhausser               |
| Best Hitter           | Phil Dalhausser               |
| Best Offensive Player | Ricardo Santos                |
| Best Server           | Igor Kolodinski               |
| Best Setter           | Márcio Araújo                 |
| Best Defensive Player | Todd Rogers                   |

Quelle: 

## Fazit
Von insgesamt sechzehn Veranstaltungen ohne die Welttitelkämpfe gewannen die brasilianischen Athleten allein vierzehn. Nur den Niederländern Nummerdor / Schuil und den Esten Kais / Vesik gelang außerdem jeweils der Sieg bei einem Open. Einmal gewannen Franco und Cunha, je drei Goldmedaillen gingen an Harley / Pedro Solberg und Fábio Luiz / Márcio Araújo. Diese Resultate wurden jedoch von Ricardo und Emanuel weit übertroffen, die genau so oft wie die drei anderen Teams aus ihrem Land zusammen, also sieben Mal, auf der obersten Stufe des Podests standen und deshalb auch als Team des Jahres und Tour Champion nominiert wurden. Umso enttäuschter waren die Südamerikaner, als ausgerechnet bei der WM, dem wichtigsten Event des Jahres, kein Sieg gelang und noch nicht einmal eine Medaille erreicht wurde. Weltmeister wurden die US-Amerikaner Todd Rogers und Phil Dalhausser.